# Плавушка
Плаву́шка (бел. Плаву́шка, пол. Pławuszka) — хутор в Сморгонском районе Гродненской области Белоруссии.
Входит в состав Жодишковского сельсовета.
Расположен северной части района на правобережьи реки Вилия. Расстояние до районного центра Сморгонь по дороге — около 22,5 км, до центра сельсовета агрогородка Жодишки по прямой — 3,5 км. Ближайшие населённые пункты — Козярники, Копачи, Мель.
Название говорит о том, что поселение было основано возле плава — водоёма с заросшей поверхностью, либо возле места где растут плауны.
Согласно переписи население Плавушки в 1999 году насчитывало 1 жителя.

## Известные личности
- Андрей Цикото (1891—1952) — белорусский религиозный и общественный деятель, католический священник восточного обряда.